# 維克多·曼努·赫雷納
維克多·曼努埃尔·赫雷納（英語：Victor Manuel Gerena，1958年6月24日—）是美國聯邦調查局十大通緝要犯之一，也是該名單上逃亡最久的罪犯，自1984年被列入名單起，至今尚未被逮捕。他是波多黎各人民軍的成員，其宗旨為追求波多黎各的獨立。1984年5月14日，赫雷納行搶一輛富國銀行的運鈔車，殺死保全後得手700萬美元，因而遭到通緝。聯邦調查局認為他極可能藏身於古巴，並提供100萬美元懸賞給任何提供線索的線民。

## 早年生活
赫雷納出生於1958年6月24日，他有4名兄弟與1個妹妹。在他年紀還小時赫雷納全家就自波多黎各搬到康涅狄格州的哈特福居住，在那裡他迷上摔角運動，並贏得多場比賽，同時也熱衷於美式足球。赫雷納在高中時代是個十分優秀的學生，曾擔任學生會的幹部，並受到女孩子的歡迎。赫雷納最後還考上當地的三一學院。
赫雷納稍後遇到馬里昂·德萊尼（Marion Delaney），一名美國眾議院職員。她成為他的好友兼精神導師，並鼓勵他轉到她的母校安赫斯特大學。安赫斯特大學向來只招收女生，但在財務陷入危機後也開始招收男生。
赫雷納在安赫斯特大學的求學過程並不順利，甚至還遭到排擠。最後他憤而返鄉，與一個獨力撫養女兒的老朋友結婚。為了撐起家計，赫雷納進到富國銀行擔任運鈔車保全，這段經歷為他之後的搶劫行動提供助力。

## 搶劫銀行
赫雷納的波多黎各背景、其母的獨派主張與他厭惡軍事生活的立場無疑吸引了波多黎各人民軍領袖菲利贝尔托·歐赫達·里奧斯（Filiberto Ojeda Rios）與胡安·賽伽拉·帕爾默（Juan Segarra Palmer）的注意，並希望能吸收他進組織。他們特地自波多黎各飛往哈特福，成功說服赫雷納加入該組織，並指揮他發動一起搶劫案。
根據執法部門的資料顯示，1983年9月12日，赫雷納將他的新女友載到市政廳拿結婚證書，隨後就開往工作地點如往常般執勤。他趁同事詹姆斯·麥克科恩（James McKeon）與提摩西·吉拉爾（Timothy Girard）不注意時繳了他們的械，然後用手銬銬住他們並為其注射不明物質。接著他搶走運鈔車載物室裡的700萬美元，並迅速逃逸。吊詭的是，赫雷納有可能坐上另一輛車逃逸，並私吞700萬美元中的200萬美元。

## 逃亡
根據聯邦調查局的調查，赫雷納在搶案後潛逃至墨西哥，並在該國首都墨西哥城登上古巴航空公司飛往古巴首都哈瓦那的航班。多年之後曾有記者與赫雷納的親戚一同前往古巴試圖找尋赫雷納的縱跡，但未尋獲，該記者後來還將這段經歷寫成《追蹤赫雷納》（Chasing Gerena）一書。2000年時曾有波多黎各人民軍領袖向時任美國總統比爾·柯林頓提出赦免赫雷納的請求，但未被接納。
赫雷納的行蹤曾引起不少猜測，大多都與古巴前國務委員會主席菲德爾·卡斯楚有關，他們相信赫雷納在逃離美國後過著富裕的日子。但也有說法指卡斯楚要赫雷納以那200萬美元交換庇護，或者赫雷納可能已被卡斯楚殺害，但這些說法都未被證實。

## 外部連結
- 聯邦調查局十大通緝要犯中赫雷納的檔案 （页面存档备份，存于）